# Gnathothlibus
Gnathothlibus is een geslacht van vlinders uit de onderfamilie Macroglossinae van de familie pijlstaarten (Sphingidae).

## Soorten
- Gnathothlibus australiensis Lachlan, 2004
- Gnathothlibus brendelli Hayes, 1983
- Gnathothlibus collardi Haxaire, 2002
- Gnathothlibus dabrera Eitschberger, 1999
- Gnathothlibus eras (Boisduval, 1832)
- Gnathothlibus erotus (Cramer, 1777)
- Gnathothlibus fijiensis Lachlan, 2009
- Gnathothlibus heliodes (Meyrick, 1889)
- Gnathothlibus meeki Rothschild & Jordan, 1907
- Gnathothlibus saccoi Lachlan & Moulds, 2001
- Gnathothlibus samoaensis Lachlan, 2009
- Gnathothlibus vanuatuensis Lachlan & Moulds, 2003

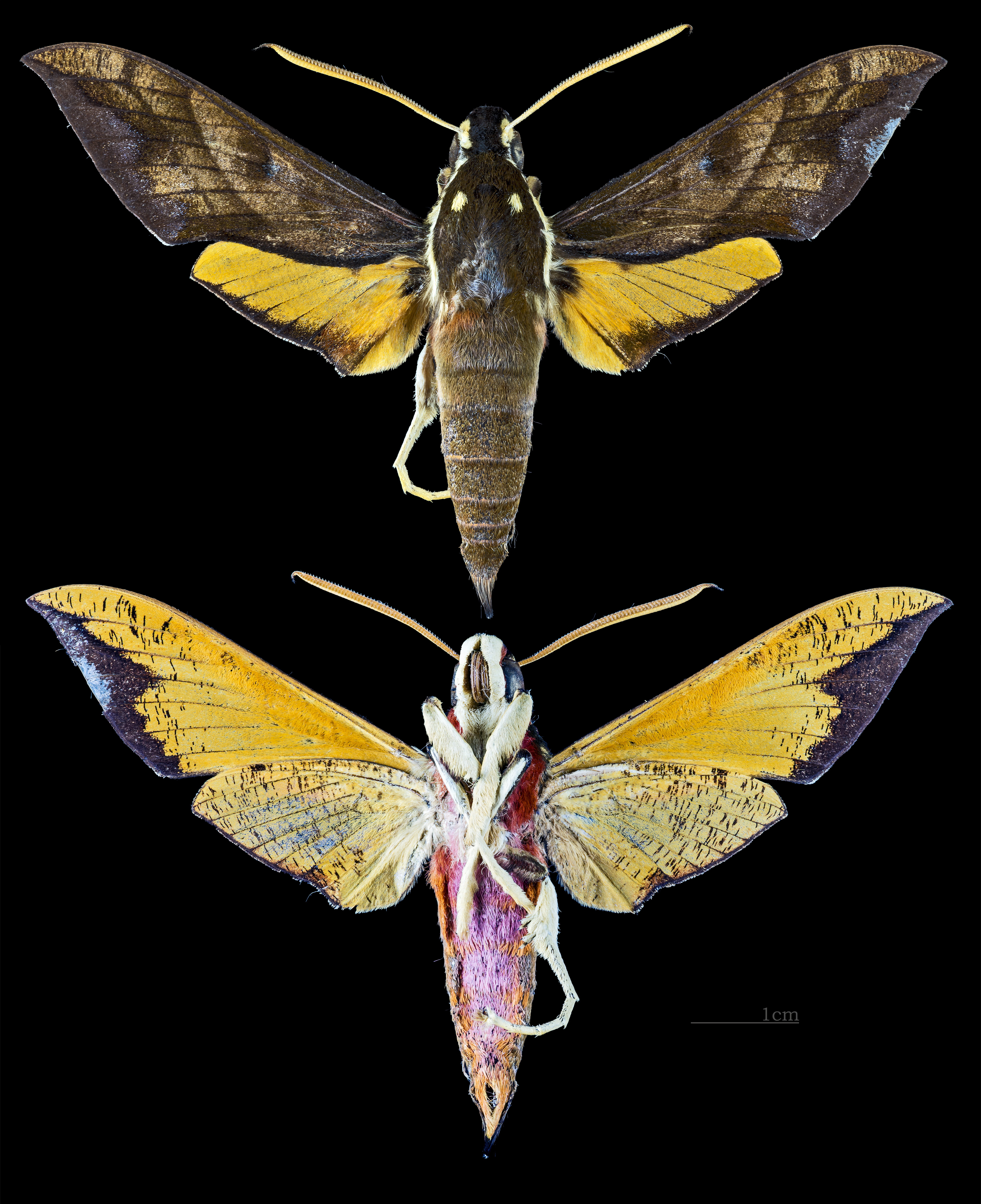
Gnathothlibus brendelli
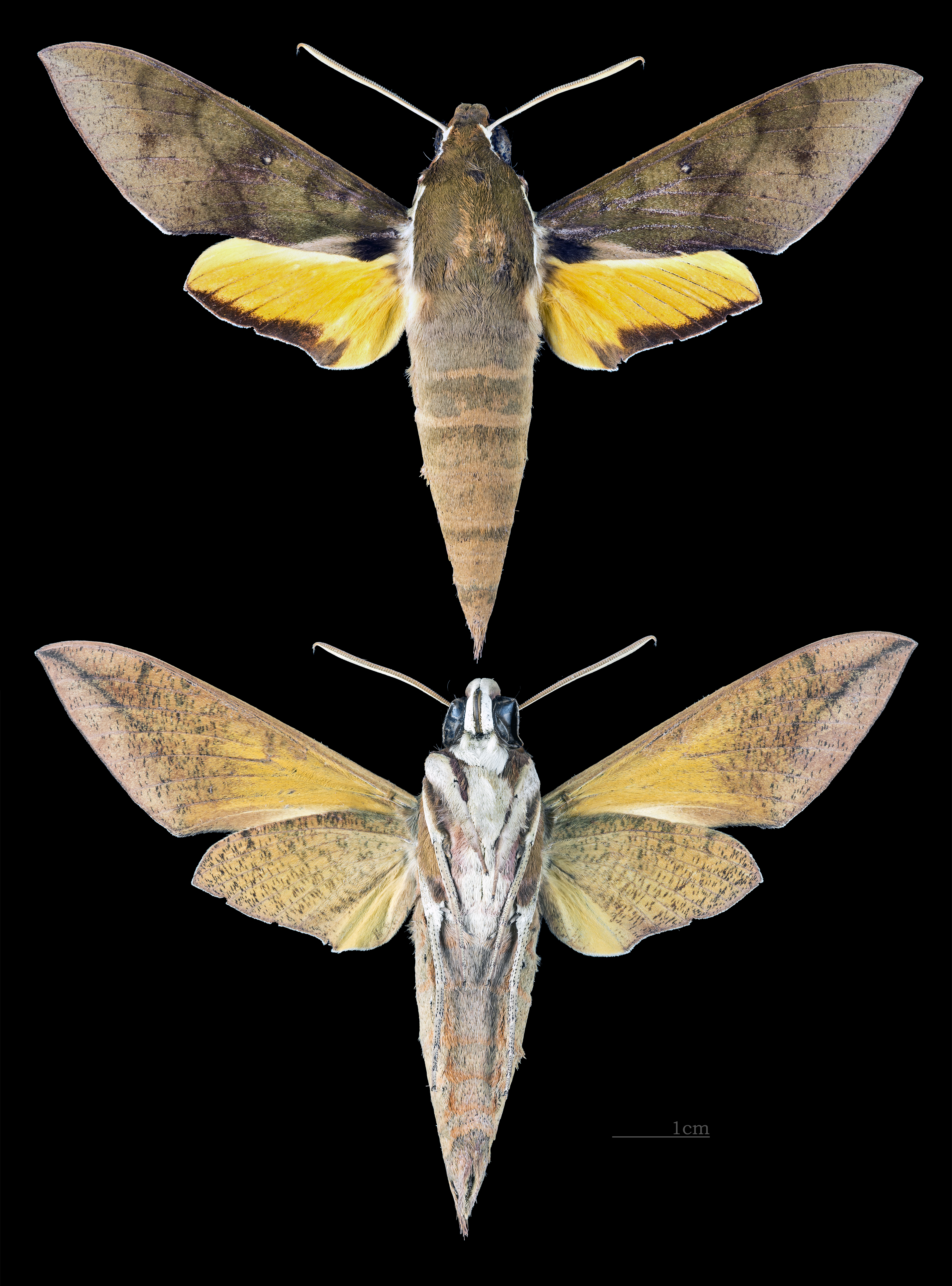
Gnathothlibus eras
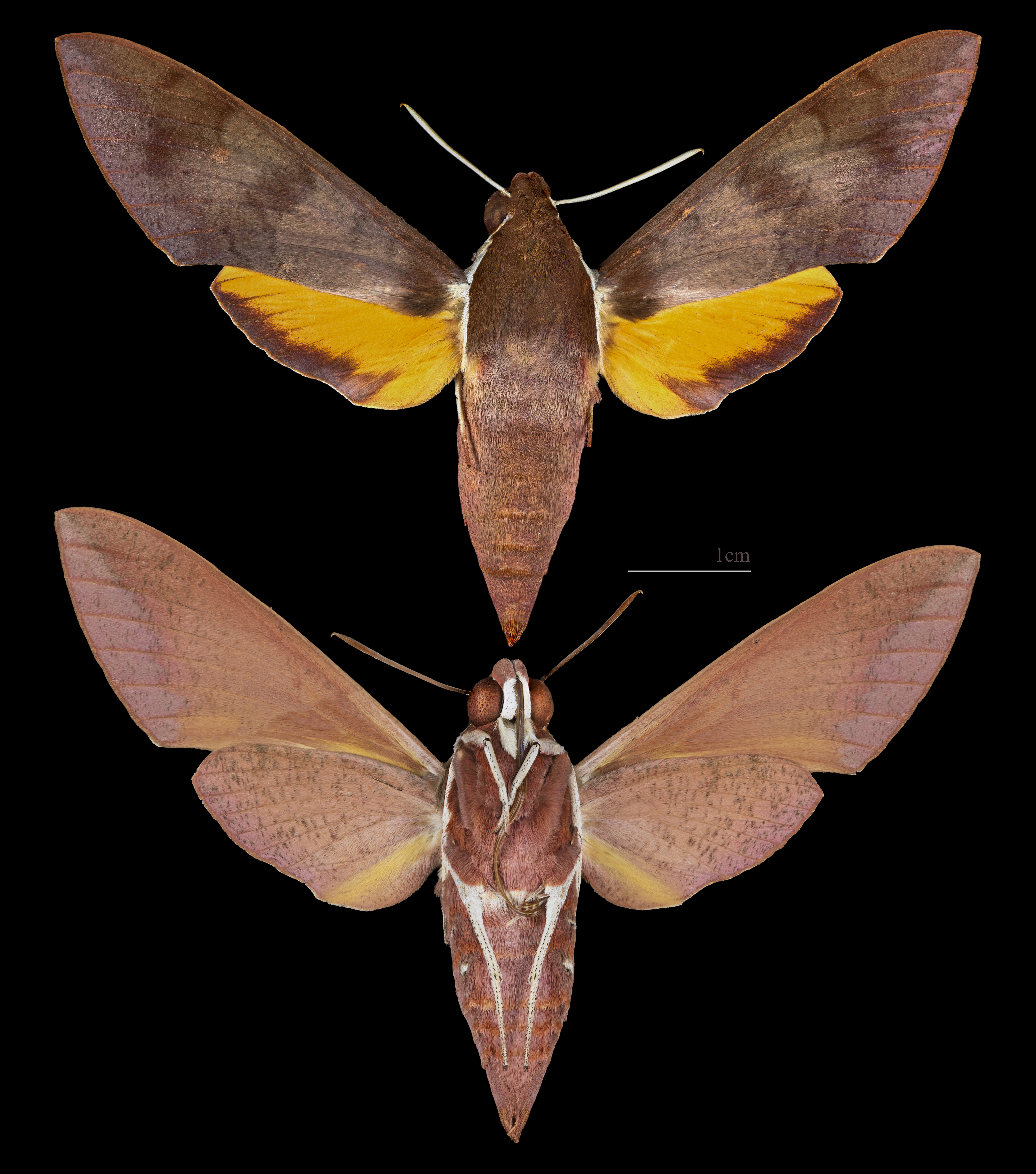
Gnathothlibus erotus
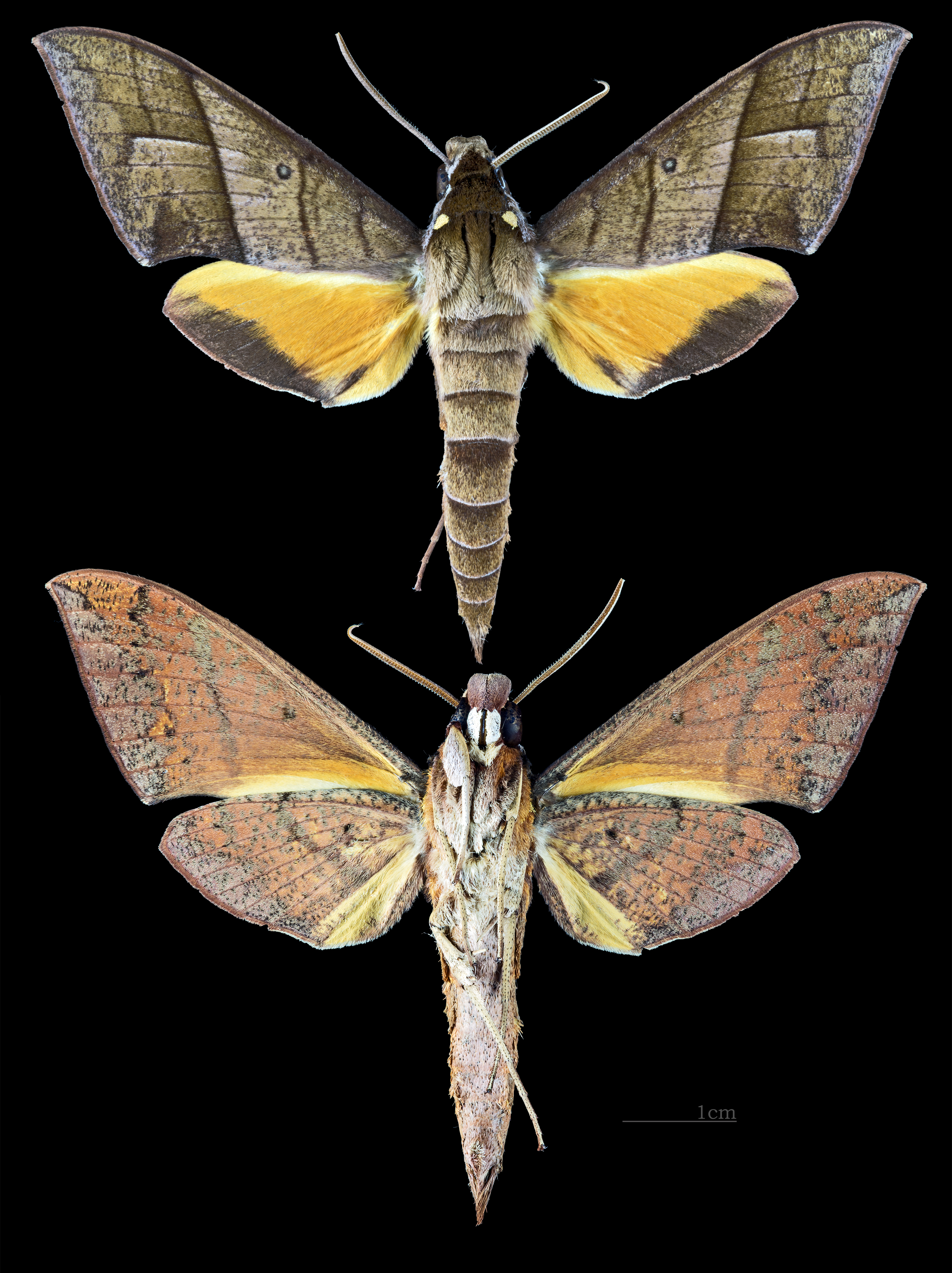
Gnathothlibus heliodes
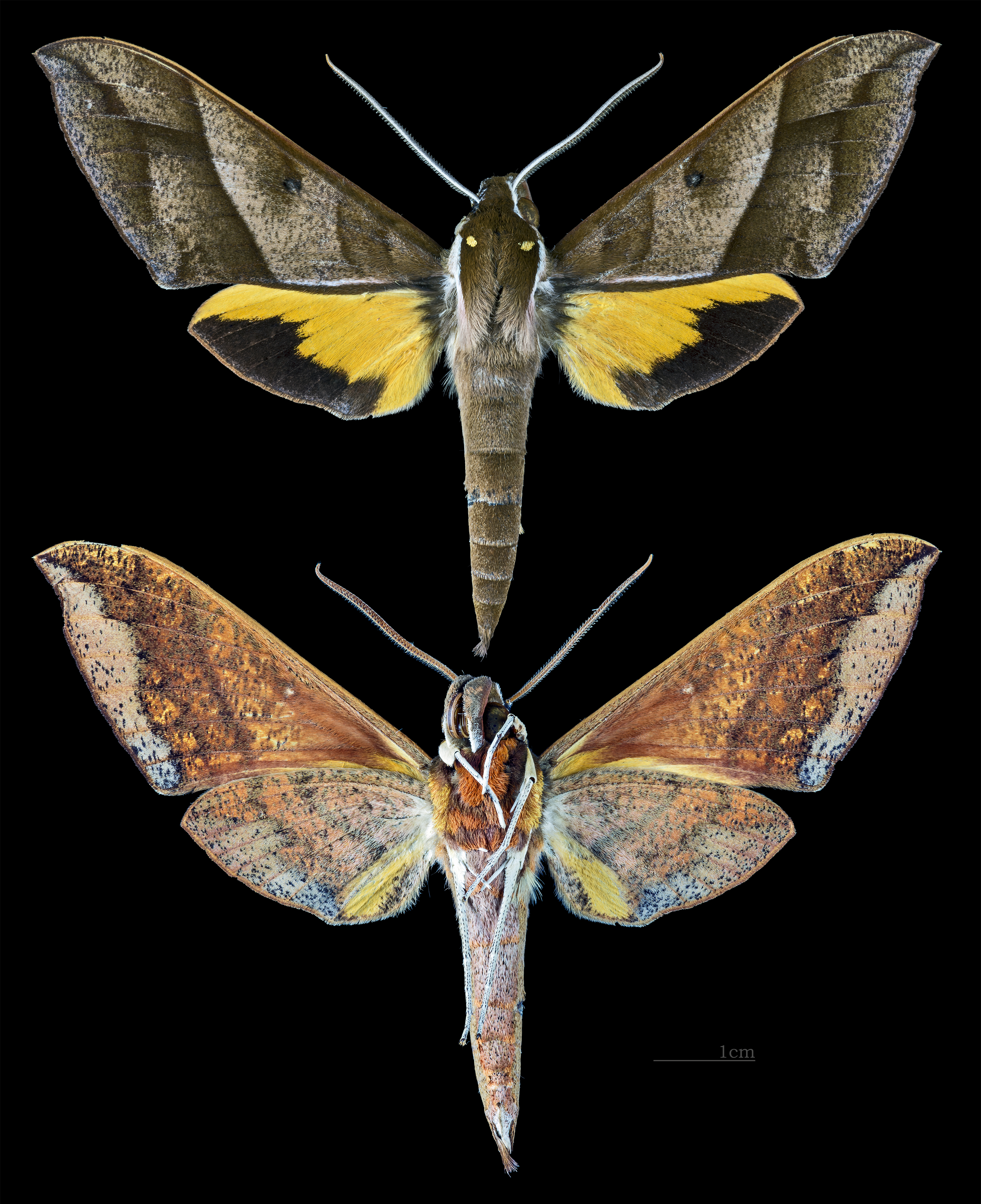
Gnathothlibus meeki